# ARA Catamarca (D-1)
El Catamarca (D-1), o ARA Catamarca (D-1), fue un destroyer o torpedero de la marina de guerra de Argentina. Gemelo del Jujuy, fue asignado en 1912.

## Construcción
Fue botado en 1911 y entregado en 1912. Arribó a Buenos Aires en 1912 junto al Guardia Nacional y otros tres torpederos. Fue asignado al Grupo Exploradores de Puerto Belgrano, del cual fue insignia.
En 1931 el Catamarca se encargó de la vigilancia del estuario del Río de la Plata junto al Córdoba.
En 1941 fue asignado a la Escuadrilla de Ríos con apostadero en la Base Naval Río Santiago de Ensenada.
Fue dado de baja en 1956.